# The Gentle Storm
The Gentle Storm ("A Tempestade Suave") é um projeto musical fundado pela cantora holandesa Anneke van Giersbergen e o músico conterrâneo Arjen Anthony Lucassen, dono de outros projetos como Star One, Ayreon, Ambeon e Guilt Machine. Os dois já haviam trabalhado juntos anteriormente nos álbuns Into the Electric Castle e 01011001, do Ayreon. O primeiro álbum do projeto, The Diary, foi lançado em março de 2015 e é um disco duplo, com a primeira parte consistindo em faixas de heavy metal, e a segunda parte apresentando uma abordagem mais leve e folclórica.

## História
O projeto foi revelado em 22 de abril de 2014 foi descrito por Arjen como "um álbum duplo conceitual épico, uma combinação de 'clássico encontra metal' e "folk acústico'." O colaborador mais recorrente de Arjen, Ed Warby, tocará bateria. Além disso, o álbum terá um contrabaixo pela primeira vez na carreira de Arjen. Ele também informou que Johan van Stratum de sua ex-banda Stream of Passion tocaria baixo no álbum. O baterista Ed teve de regravar suas partes devido a um problema não detalhado, o que ele conseguiu em apenas um dia. Outros antigos colaboradores estarão de volta, como Joost van den Broek (piano), Ben Mathot (violino) e Maaike Peterse (violoncelo), além de dois convidados inéditos: Hinse Mutter (contrabaixo) e Jenneke de Jonge (trompa).
Em 2 de setembro de 2014, Arjen revelou que a colaboração com Anneke era uma banda chamada The Gentle Storm e que o grupo faria apresentações ao vivo, mas sem Arjen. A banda divulgou posteriormente que o primeiro álbum, The Diary, seria lançado em 23 de março de 2015, e anunciou também uma pequena turnê europeia, com apenas algumas datas tendo Arjen como parte da formação.

## Integrantes

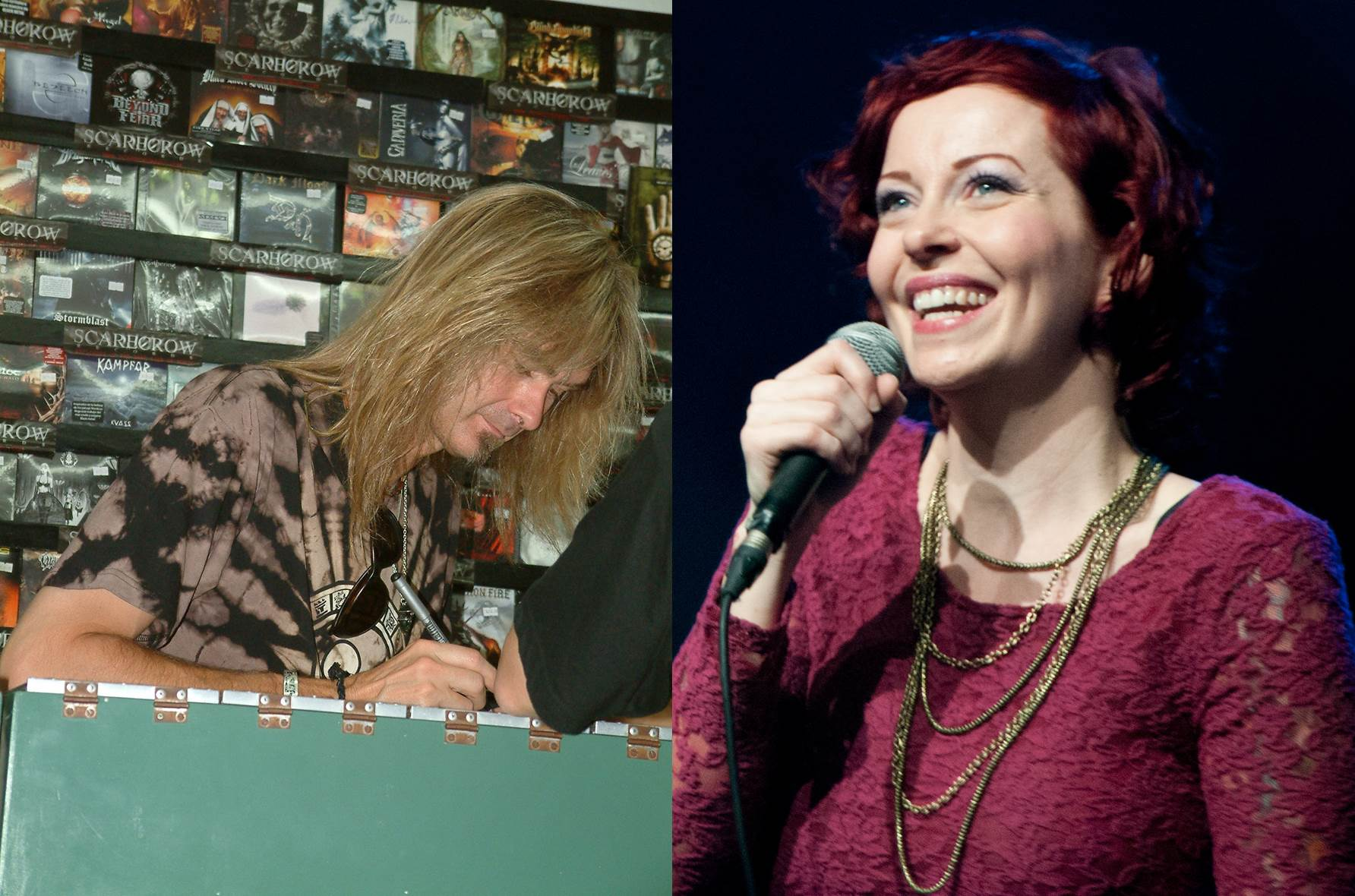
Arjen Anthony Lucassen (esq., em 2006) e Anneke van Giersbergen (dir., 2014); os fundadores de The Gentle Storm.

- Anneke van Giersbergen (ex-The Gathering) - vocais
- Arjen Anthony Lucassen (Ayreon, Ambeon, Star One, Guilt Machine, ex-Stream of Passion) - guitarras, teclados

Músicos adicionais
- Timo Somers (Delain, Vengeance) - solo de guitarra
- Ed Warby (Gorefest) - bateria
- Rob Snijders (Agua de Annique) - percussão
- Johan van Stratum (Stream of Passion) - baixo
- Joost van den Broek (Star One, After Forever) - piano
- Jeroen Goossens - instrumentos de sopro
- Ben Mathot - violino
- Hinse Mutter - contrabaixo
- Maaike Peterse - violoncelo
- Jenneke de Jonge - trompa francesa
- Epic Rock Choir - coral

Formação para shows
- Anneke van Giersbergen - vocais
- Ferry Duijsens (Agua de Annique) - guitarras
- Merel Bechtold (MaYaN) - guitarras
- Johan van Stratum - baixo
- Marcela Bovio (Stream of Passion) - backing vocais
- Joost van den Broek - teclados
- Ed Warby - bateria
- Arjen Anthony Lucassen - violão (somente em algumas datas)

## Discografia
- The Diary (2015)